# テーム・プッキ
テーム・エイノ・アンテロ・プッキ（Teemu Eino Antero Pukki フィンランド語発音: [ˈt̪e̞ːmu ˈpukki], 1990年3月29日 - ）は、フィンランド・コトカ出身のサッカー選手。メジャーリーグサッカー・ミネソタ・ユナイテッドFC所属。フィンランド代表。ポジションはFW。フィンランド代表の歴代最多得点記録の保持者である。

## クラブ経歴
2006年にFCコーテーペーでキャリアをスタートさせ、2008年1月、セビージャ・アトレティコに移籍した。レアル・ソシエダ戦で初ゴールを記録した。2009年1月25日、ラシン・サンタンデール戦でトップチームデビューを果たした。2010年8月28日、HJKヘルシンキに移籍した。2011年8月、シャルケ04に移籍した。
2013年8月29日、セルティックFCへの移籍が発表された。
2014年9月1日、デンマークのブレンビーIFに買取オプション付きの期限付き移籍で加入。2015年6月19日、ブレンビーIFに3年契約で完全移籍。

### ノリッジ・シティ

#### 2018–19シーズン
2018年6月30日、EFLチャンピオンシップのノリッジ・シティFCに3年契約で完全移籍した。8月4日に行われたバーミンガム戦でデビューすると、その1週間後に行われたWBA戦で移籍後初ゴールを挙げた。
2019年1月から2月にかけて、プッキは6試合連続で8ゴールを挙げ、最後はボルトン戦での2ゴールで4-0の勝利を収めた。2月10日、イプスウィッチとのダービー戦を3-0で制した際に2ゴールを挙げ、2004-05シーズンにシェフキ・クキが記録した20ゴールを抜いて、チャンピオンシップにおけるフィンランド人の年間最多得点を記録した。
2019年4月、プッキはEFLチャンピオンシップのシーズン最優秀選手に選ばれ、得点王とPFA年間ベストイレブンにも選出された。また、ノリッジ・シティのサポーターの投票によって選ばれたチームの年間最優秀選手に贈られるバリー・バトラー・メモリアル・トロフィーを受賞。さらに、PFAファン選出年間最優秀選手にも選ばれた。

#### 2019–20シーズン
2019年7月3日、プレミアリーグに昇格したノリッジとプッキは3年間の契約延長を結んだ。8月9日2019-20シーズンのプレミアリーグ開幕戦となったリヴァプール戦でプレミアリーグ初ゴールを決めると、第2節ニューカッスル戦ではハットトリックを成し遂げた。なお、ノリッジの選手がプレミアリーグの試合でハットトリックを決めるのは1993年9月のエヴァートン戦でのエファン・エコク以来の快挙であった。これらの活躍によってプッキは2019年8月のプレミアリーグ月間最優秀選手とPFAプレミアリーグ月間最優秀選手に選出された。
プッキはこのシーズンにプレミアリーグで通算11得点を挙げたがノリッジのチャンピオンシップ降格を防ぐことはできず、わずか1年で2部に降格することとなった。

#### 2020–21シーズン
プッキはチャンピオンシップ降格後もノリッジに残り、キャロウ・ロードで開催されたプレストン戦でシーズン最初のゴールを決めた。ブラックバーンとの試合でノリッジ・シティで50ゴール目を記録した。
7試合で7得点を挙げたプッキは2021年2月のチャンピオンシップ月間最優秀選手に選ばれた。4月6日のハダースフィールド戦では、自身初のチャンピオンシップでのハットトリックを達成し、シーズン25ゴール目を挙げた。
2021年4月にはPFA年間ベストイレブンに選出され、1年でのプレミアリーグ復帰に貢献したとしてEFLチャンピオンシップの年間最優秀選手にもノミネートされたが、この賞はチームメイトのエミリアーノ・ブエンディアが受賞した。

#### 2021–22シーズン
2022年8月28日のレスター戦で、プッキはPKによってシーズン初ゴールを決めたが試合は1-2で惜敗し、その翌々節のワトフォード戦でもゴールを決めたが1-3で敗れてシーズン開幕戦から5連敗を喫した。
11月6日、リーグ戦10試合未勝利（0勝2分8敗）で迎えたブレントフォード戦でプッキのゴールを含む2-1でシーズン初勝利を飾るも、試合から数時間後にダニエル・ファルケ監督は解任された。15日にわずか1週間前にアストン・ヴィラを解任されたばかりのディーン・スミスが新監督に就任すると、プッキは新体制の初陣となったサウサンプトン戦でも得点を挙げてディーン体制の初陣を勝利で飾った。
シーズン中、プッキは11ゴールを挙げて4年連続でチーム得点王となり、ノリッジの年間最優秀選手にも選ばれたが、ノリッジはまたしてもチャンピオンシップ降格となった。

#### 2022–23シーズン
2022-23シーズンには移籍の噂もあったがプッキはノリッジに残り、コヴェントリー戦でシーズン初ゴールを挙げて3-0の勝利に貢献し、翌節のブリストル・シティとの試合では2ゴールを決めた。つづくWBA戦ではゴールネットを揺らせなかったため3試合連続ゴールとはならなかったものの、その次のブラックプール戦ではこの試合で唯一のゴールを挙げた 。
10月22日、昇格を狙うシェフィールド・ユナイテッドと対戦し、プッキは前半3分と16分にそれぞれ得点した。しかし、その後同点に追いつかれ、ノリッジは試合終了間際にPKを得るもキッカーのプッキがPKを失敗。そのまま2-2で試合終了となり、勝ち点3獲得とハットトリックを逃した。
2023年1月15日、デイヴィッド・ワグナー監督のノリッジでの初采配となったプレストン戦で2得点を挙げて4-0の勝利を収めた。
4月5日、2022-23シーズン限りで契約満了となるプッキは、シーズン終了後にクラブを去ることが明らかになった。

### ミネソタ・ユナイテッド
ノリッジで210試合に出場し88ゴールと29アシストを記録してチームを後にしたプッキは、6月28日、メジャーリーグサッカーのミネソタ・ユナイテッドFCに加入することが発表された。

## 代表歴
フィンランド代表として2009年2月4日、親善試合の日本代表戦でヤリ・リトマネンに代わって交代出場し、代表デビューを果たした。2012年5月26日のトルコとの親善試合で代表初得点を記録。
UEFA EURO2020予選では2019年11月のリヒテンシュタイン戦で2得点を記録し、フィンランド史上初めてフル代表による国際大会の本大会出場へと導いた。また同予選中9ゴールを決めていた。

2021年10月12日、2022 FIFAワールドカップ予選のカザフスタン戦で2得点を挙げ、ヤリ・リトマネンを抜きフィンランド代表の歴代最多得点者となった。

## 個人成績

### クラブでの成績
2023年7月11日現在
| クラブ                   | シーズン       | リーグ                   | リーグ | リーグ | カップ戦 | カップ戦 | リーグ杯 | リーグ杯 | 国際大会 | 国際大会 | 通算 | 通算 |
| クラブ                   | シーズン       | ディビジョン             | 出場   | 得点   | 出場     | 得点     | 出場     | 得点     | 出場     | 得点     | 出場 | 得点 |
| ------------------------ | -------------- | ------------------------ | ------ | ------ | -------- | -------- | -------- | -------- | -------- | -------- | ---- | ---- |
| KTP                      | 2006           | ヴェイッカウスリーガ     | 5      | 0      | 0        | 0        | 0        | 0        | -        | -        | 5    | 0    |
| KTP                      | 2007           | ヴェイッカウスリーガ     | 24     | 3      | 0        | 0        | 0        | 0        | -        | -        | 24   | 3    |
| KTP                      | 通算           | 通算                     | 29     | 3      | 0        | 0        | 0        | 0        | -        | -        | 29   | 3    |
| セビージャ・アトレティコ | 2008-09        | セグンダ                 | 17     | 3      | 0        | 0        | -        | -        | -        | -        | 17   | 3    |
| セビージャ               | 2008-09        | プリメーラ               | 1      | 0      | 0        | 0        | -        | -        | 0        | 0        | 1    | 0    |
| HJK                      | 2010           | ヴェイッカウスリーガ     | 7      | 2      | 1        | 0        | 0        | 0        | 0        | 0        | 8    | 2    |
| HJK                      | 2011           | ヴェイッカウスリーガ     | 18     | 11     | 0        | 0        | 6        | 1        | 6        | 5        | 30   | 17   |
| HJK                      | 通算           | 通算                     | 25     | 13     | 1        | 0        | 6        | 1        | 6        | 5        | 38   | 19   |
| シャルケ04               | 2011-12        | ブンデスリーガ           | 19     | 5      | 2        | 0        | -        | -        | 0        | 0        | 21   | 5    |
| シャルケ04               | 2012-13        | ブンデスリーガ           | 17     | 3      | 2        | 0        | -        | -        | 5        | 0        | 24   | 3    |
| シャルケ04               | 2013-14        | ブンデスリーガ           | 1      | 0      | 0        | 0        | -        | -        | 1        | 0        | 2    | 0    |
| シャルケ04               | 通算           | 通算                     | 37     | 8      | 4        | 0        | -        | -        | 6        | 0        | 47   | 8    |
| セルティック             | 2013-14        | スコティッシュ・プレミア | 25     | 7      | 1        | 0        | 1        | 0        | 5        | 0        | 32   | 7    |
| セルティック             | 2014-15        | スコティッシュ・プレミア | 1      | 0      | 0        | 0        | 0        | 0        | 4        | 2        | 5    | 2    |
| セルティック             | 通算           | 通算                     | 26     | 7      | 1        | 0        | 1        | 0        | 9        | 2        | 37   | 9    |
| ブレンビー (loan)        | 2014-15        | スーペルリーガ           | 27     | 9      | 3        | 2        | -        | -        | 0        | 0        | 30   | 11   |
| ブレンビー               | 2015-16        | スーペルリーガ           | 33     | 9      | 3        | 1        | -        | -        | 8        | 3        | 44   | 13   |
| ブレンビー               | 2016-17        | スーペルリーガ           | 34     | 20     | 4        | 3        | -        | -        | 8        | 6        | 46   | 29   |
| ブレンビー               | 2017-18        | スーペルリーガ           | 36     | 17     | 5        | 1        | -        | -        | 3        | 1        | 44   | 19   |
| ブレンビー               | 通算           | 通算                     | 130    | 55     | 15       | 7        | -        | -        | 19       | 10       | 164  | 72   |
| ノリッジ                 | 2018-19        | チャンピオンシップ       | 43     | 29     | 1        | 0        | 2        | 1        | -        | -        | 46   | 30   |
| ノリッジ                 | 2019-20        | プレミアリーグ           | 36     | 11     | 2        | 0        | 0        | 0        | -        | -        | 38   | 11   |
| ノリッジ                 | 2020-21        | チャンピオンシップ       | 41     | 26     | 1        | 0        | 0        | 0        | -        | -        | 42   | 26   |
| ノリッジ                 | 2021-22        | プレミアリーグ           | 37     | 11     | 3        | 0        | 1        | 0        | -        | -        | 41   | 11   |
| ノリッジ                 | 2022-23        | チャンピオンシップ       | 41     | 10     | 1        | 0        | 1        | 0        | -        | -        | 43   | 10   |
| ノリッジ                 | 通算           | 通算                     | 198    | 87     | 8        | 0        | 4        | 1        | -        | -        | 210  | 88   |
| ミネソタ・ユナイテッド   | 2023           | MLS                      | 1      | 0      | -        | -        | 0        | 0        | -        | -        | 1    | 0    |
| キャリア総通算           | キャリア総通算 | キャリア総通算           | 464    | 176    | 29       | 7        | 11       | 2        | 40       | 17       | 544  | 202  |

### 代表成績
2023年7月11日現在

#### 代表での出場
| フィンランド代表 | 国際Aマッチ | 国際Aマッチ |
| 年               | 出場        | 得点        |
| ---------------- | ----------- | ----------- |
| 2009             | 1           | 0           |
| 2010             | 2           | 0           |
| 2011             | 6           | 0           |
| 2012             | 9           | 4           |
| 2013             | 10          | 2           |
| 2014             | 9           | 2           |
| 2015             | 7           | 0           |
| 2016             | 10          | 1           |
| 2017             | 8           | 1           |
| 2018             | 8           | 5           |
| 2019             | 10          | 10          |
| 2020             | 7           | 2           |
| 2021             | 13          | 6           |
| 2022             | 8           | 4           |
| 2023             | 4           | 1           |
| 通算             | 112         | 38          |

#### 代表での得点
| #   | 日時           | 場所             | 対戦相手国               | スコア | 結果 | 試合概要               |
| --- | -------------- | ---------------- | ------------------------ | ------ | ---- | ---------------------- |
| 1.  | 2012年5月26日  | ザルツブルク     | トルコ                   | 2-2    | 3-2  | 親善試合               |
| 2.  | 2012年8月15日  | ベルファスト     | 北アイルランド           | 2-2    | 3-3  | 親善試合               |
| 3.  | 2012年9月11日  | テプリツェ       | チェコ                   | 1-0    | 1-0  | 親善試合               |
| 4.  | 2012年11月14日 | ニコシア         | キプロス                 | 1-0    | 1-0  | 親善試合               |
| 5.  | 2013年3月22    | ヒホン           | スペイン                 | 1-1    | 1-1  | ブラジルW杯・欧州予選  |
| 6.  | 2013年6月11日  | ホメリ           | ベラルーシ               | 1-0    | 1-1  | ブラジルW杯・欧州予選  |
| 7.  | 2014年5月21日  | ヘルシンキ       | チェコ                   | 1-0    | 2-2  | 親善試合               |
| 8.  | 2014年5月21日  | ヘルシンキ       | チェコ                   | 2-1    | 2-2  | 親善試合               |
| 9.  | 2016年10月6日  | レイキャヴィーク | アイスランド             | 1-0    | 2-3  | ロシアW杯・欧州予選    |
| 10. | 2017年9月5日   | シュコドラ       | コソボ                   | 1-0    | 1-0  | ロシアW杯・欧州予選    |
| 11. | 2018年3月26日  | ベレク           | マルタ                   | 1-0    | 5-0  | 親善試合               |
| 12. | 2018年3月26日  | ベレク           | マルタ                   | 3-0    | 5-0  | 親善試合               |
| 13. | 2018年9月8日   | タンペレ         | ハンガリー               | 1-0    | 1-0  | UEFAネーションズリーグ |
| 14. | 2018年9月11日  | トゥルク         | エストニア               | 1-0    | 1-0  | UEFAネーションズリーグ |
| 15. | 2018年10月12日 | タリン           | エストニア               | 1-0    | 1-0  | UEFAネーションズリーグ |
| 16. | 2019年6月8日   | タンペレ         | ボスニア・ヘルツェゴビナ | 1-0    | 2-0  | EURO 2020・予選        |
| 17. | 2019年6月8日   | タンペレ         | ボスニア・ヘルツェゴビナ | 2-0    | 2-0  | EURO 2020・予選        |
| 18. | 2019年6月11日  | ファドゥーツ     | リヒテンシュタイン       | 1-0    | 2-0  | EURO 2020・予選        |
| 19. | 2019年9月5日   | タンペレ         | ギリシャ                 | 1-0    | 1-0  | EURO 2020・予選        |
| 20. | 2019年9月8日   | タンペレ         | イタリア                 | 1-1    | 1-2  | EURO 2020・予選        |
| 21. | 2019年10月15日 | トュルク         | アルメニア               | 2-0    | 3-0  | EURO 2020・予選        |
| 22. | 2019年10月15日 | トュルク         | アルメニア               | 3-0    | 3-0  | EURO 2020・予選        |
| 23. | 2019年11月15日 | ヘルシンキ       | リヒテンシュタイン       | 2-0    | 3-0  | EURO 2020・予選        |
| 24. | 2019年11月15日 | ヘルシンキ       | リヒテンシュタイン       | 3-0    | 3-0  | EURO 2020・予選        |
| 25. | 2019年11月18日 | アテネ           | ギリシャ                 | 1-0    | 1-2  | EURO 2020・予選        |
| 26. | 2020年11月15日 | ソフィア         | ブルガリア               | 1-0    | 2-1  | UEFAネーションズリーグ |
| 27. | 2020年11月20日 | カーディフ       | ウェールズ               | 1-2    | 1-3  | UEFAネーションズリーグ |
| 28. | 2020年3月24日  | ヘルシンキ       | ボスニア・ヘルツェゴビナ | 1-1    | 2-2  | カタールW杯・欧州予選  |
| 29. | 2020年3月24日  | ヘルシンキ       | ボスニア・ヘルツェゴビナ | 2-1    | 2-2  | カタールW杯・欧州予選  |
| 30. | 2021年3月28日  | キーウ           | ウクライナ               | 1-1    | 1-1  | カタールW杯・欧州予選  |
| 31. | 2021年10月9日  | ヘルシンキ       | ウクライナ               | 1-1    | 1-2  | カタールW杯・欧州予選  |
| 32. | 2021年10月12日 | アスタナ         | カザフスタン             | 1-0    | 2-0  | カタールW杯・欧州予選  |
| 33. | 2021年10月12日 | アスタナ         | カザフスタン             | 2-0    | 2-0  | カタールW杯・欧州予選  |
| 34. | 2022年3月26日  | ムルシア         | アイスランド             | 1-0    | 1-1  | 親善試合               |
| 35. | 2022年6月4日   | ヘルシンキ       | ボスニア・ヘルツェゴビナ | 1-0    | 1-1  | UEFAネーションズリーグ |
| 36. | 2022年6月14日  | ゼニツァ         | ボスニア・ヘルツェゴビナ | 1-1    | 2-3  | UEFAネーションズリーグ |
| 37. | 2022年9月23日  | ヘルシンキ       | ルーマニア               | 1-0    | 1-1  | UEFAネーションズリーグ |
| 38. | 2023年6月19日  | ヘルシンキ       | サンマリノ               | 6-0    | 6-0  | EURO 2024・予選        |

## タイトル

### クラブ
セビージャ・アトレティコ
- コパ・デル・レイ・フベニール: 2008

HJK
- ヴェイッカウスリーガ: 2010, 2011
- フィンランドカップ: 2011

セルティック
- スコティッシュ・プレミアリーグ: 2013-14

ブレンビー
- デンマーク・カップ: 2017-18

ノリッジ・シティ
- EFLチャンピオンシップ: 2018-19, 2020-21

### 個人
- ヴェイッカウスリーガ・オールスター: 2011
- デンマーク・スーペルリーガ月間最優秀選手: 2014年11月, 2016年8月
- EFLチャンピオンシップ得点王: 2018-19
- EFLチャンピオンシップ 年間最優秀選手: 2018-19
- PFAファン選出最優秀選手: 2018-19
- EFLチャンピオンシップベストイレブン・チャンピオンシップ部門: 2018-19, 2020-21
- PFAチャンピオンシップ年間ベストイレブン・チャンピオンシップ部門: 2018-19, 2020-21
- EFLチャンピオンシップ月間最優秀選手: 2021年2月
- プレミアリーグ月間最優秀選手: 2019年8月
- ノリッジ・シティFC年間最優秀選手: 2019, 2022
- フィンランド・スポーツ・パーソナリティ・オブ・ザ・イヤー（英語版）: 2019
- フィンランド年間最優秀選手（英語版）: 2019, 2020